# به‌خاطر موسیقی سپاسگزارم (آلبوم اسپانیایی آبا)
| بررسی انتقادی            | بررسی انتقادی |
| منبع                     | رتبه‌بندی      |
| ------------------------ | ------------- |
| آل‌میوزیک                 | [ ۱ ]         |
| دانشنامه موسیقی عامه‌پسند | [ ۲ ]         |

به‌خاطر موسیقی سپاسگزارم (اسپانیایی: Gracias Por La Música‎) یک آلبوم گردآوری‌شده به زبان اسپانیایی از ابرگروه سوئدی موسیقی پاپ آبا است که نخستین بار در ۵ آوریل ۱۹۸۰ در اسپانیا منتشر شد.

## فهرست ترانه‌ها
تمامی ترانه‌ها توسط استیگ آندِشون، بنی آندِشون و بیورن اولویوس نوشته‌شده، و ترجمه ترانه‌ها به اسپانیایی نیز توسط مری مک‌کلاسکی، بادی مک‌کلاسکی انجام شد، مگر آنهایی که نام دیگری برایشان ذکر شده‌است.
| روی اول | روی اول                                                                   | روی اول                                                              | روی اول |
| شماره   | نام                                                                       | نویسنده(ها)                                                          | مدت     |
| ------- | ------------------------------------------------------------------------- | -------------------------------------------------------------------- | ------- |
| ۱.      | «ممنون بابت موسیقی» («به‌خاطر موسیقی سپاسگزارم»)                           |                                                                      | ۳:۴۸    |
| ۲.      | «ملکۀ رقصان» («ملکه رقصان»)                                               | بنی آندِشون، استیگ آندِشون، بیورن اولویوس، مری مک‌کلاسکی، بادی مک‌کلاسکی | ۴:۰۲    |
| ۳.      | «حین حرکت» («حرکت کن»)                                                    | بنی آندِشون، استیگ آندِشون، بیورن اولویوس، مری مک‌کلاسکی، بادی مک‌کلاسکی | ۴:۴۴    |
| ۴.      | «¡بهم بده! ¡بهم بده! ¡بهم بده!» («بده! بده! بده! (مردی را پس از نیمه‌شب)») |                                                                      | ۴:۴۵    |
| ۵.      | «فرناندو» (نسخهٔ اسپانیایی)                                                | بنی آندِشون، استیگ آندِشون، بیورن اولویوس، مری مک‌کلاسکی، بادی مک‌کلاسکی | ۴:۱۵    |

| روی دوم | روی دوم                                         | روی دوم                                                              | روی دوم |
| شماره   | نام                                             | نویسنده(ها)                                                          | مدت     |
| ------- | ----------------------------------------------- | -------------------------------------------------------------------- | ------- |
| ۱.      | «خواب می‌بینم [که]» («رؤیایی دارم (ترانه)»)      |                                                                      | ۴:۴۴    |
| ۲.      | «ماما میا» (نسخهٔ اسپانیایی)                     | بنی آندِشون، استیگ آندِشون، بیورن اولویوس، مری مک‌کلاسکی، بادی مک‌کلاسکی | ۳:۳۲    |
| ۳.      | «خدا نگهدار» (نسخهٔ اسپانیایی)                   | بنی آندِشون، استیگ آندِشون، بیورن اولویوس، مری مک‌کلاسکی، بادی مک‌کلاسکی | ۳:۰۵    |
| ۴.      | «شناخت من، شناخت تو» («شناختن خودم، شناختن تو») | بنی آندِشون، استیگ آندِشون، بیورن اولویوس، مری مک‌کلاسکی، بادی مک‌کلاسکی | ۴:۰۲    |
| ۵.      | «چیکیتیتا» (نسخهٔ اسپانیایی)                     |                                                                      | ۵:۲۶    |

ترانه‌های اضافی نسخهٔ دلوکس منتشرشده در سال ۲۰۱۴
| شماره | نام                                           | نویسنده(ها)                                        | مدت  |
| ----- | --------------------------------------------- | -------------------------------------------------- | ---- |
| ۱۱.   | «رینگ رینگ» (نسخهٔ اسپانیایی)                  | بنی آندِشون، استیگ آندِشون، بیورن اولویوس، دوریس بند | ۳:۰۰ |
| ۱۲.   | «آندانته، آندانته» (نسخهٔ اسپانیایی)           |                                                    | ۴:۳۹ |
| ۱۳.   | «عید مبارک» («سال نو مبارک»)                  |                                                    | ۴:۲۴ |
| ۱۴.   | «کسی مقصر نیست» («وقتی همه تلاشمان را کردیم») |                                                    | ۳:۱۳ |
| ۱۵.   | «داره ازم فرار میکنه» («از کف می‌دهم»)         |                                                    | ۳:۵۲ |

دی‌وی‌دی نسخهٔ منتشرشده در سال ۲۰۱۴
1. «چیکیتیتا» (۳۰۰ میلیون، تله‌بیسیون اسپانیولا)
2. «چیکیتیتا» (آپلائوسو، تله‌بیسیون اسپانیولا)
3. «خواب می‌بینم که» (کلیپ تبلیغاتی)
4. آبا در تلویزیون اسپانیا (ویژه‌برنامهٔ آپلائوسو ۱۰۰، تله‌بیسیون اسپانیولا)
  1. «شناخت من، شناخت تو» (کلیپ تبلیغاتی)
  2. «ممنون بابت موسیقی» (کلیپ تبلیغاتی)
  3. «¡بهم بده! ¡بهم بده! ¡بهم بده!»
5. «عید مبارک» (کلیپ تبلیغاتی)
6. «کسی مقصر نیست» (کلیپ تبلیغاتی)
7. نگارخانۀ بین‌المللی جلد آلبوم

- ترجمه ترانه‌ها به اسپانیایی توسط مری مک‌کلاسکی، بادی مک‌کلاسکی انجام شد.
- نسخه اسپانیایی «ملکه رقصان» در ابتدا «Reina Danzante» نام داشت، اما برای انتشار سی‌دی «طلا: ترانه‌های پرطرفدار برتر» در سال ۱۹۹۳، به «La Reina del Baile» تغییر نام یافت.

## جداول موسیقی
| جدول (۱۹۸۰)                                   | بالاترین رتبه |
| --------------------------------------------- | ------------- |
| آلبوم‌های آرژانتین (کاپیف)                     | ۲             |
| آلبوم‌های فنلاند (جدول‌های رسمی فنلاند)         | ۲۸            |
| آلبوم‌های ژاپن                                 | ۲۶            |
| آلبوم‌های اسپانیا (تهیه‌کنندگان موسیقی اسپانیا) | ۲             |

| جدول (۲۰۱۴)                         | بالاترین رتبه |
| ----------------------------------- | ------------- |
| آلبوم‌های بلژیکی (اولتراتاپ فلاندرز) | ۱۰۶           |
| آلبوم‌های اسپانیایی (پروموزیکای)     | ۴۷            |

## گواهینامه‌ها و فروش
| منطقه                             | گواهی  | واحد گواهی‌شده/فروش |
| --------------------------------- | ------ | ------------------ |
| اسپانیا (سازنده‌های موسیقی)        | پلاتین | ۱۰۰٬۰۰۰^           |
| ^ رقم توزیع تنها بر پایهٔ گواهی‌ها. |        |                    |